# Geich (Langerwehe)
Geich is een plaats in de Duitse gemeente Langerwehe, deelstaat Noordrijn-Westfalen, en telt 239 inwoners (2007).